# Сизигиум метельчатый
Сизи́гиум мете́льчатый (лат. Syzýgium panicúlatum) — вечнозелёное густорослое дерево, вид рода Сизигиум семейства Миртовые, происходящее из тропических лесов Восточной Австралии.

## Ботаническое описание
Дерево высотой до 15 м (реже — до 20—30 м) с диаметром ствола до 35 см.
Листья простые супротивные, слегка обогнутые, суженные у основания, 3—9 см длиной. На верхней стороне они тёмно-зелёные глянцевые, на нижней — бледно-зелёные.
Съедобные плоды обычно красно-анилинового цвета, но могут быть белыми, розовыми или пурпурными.
|                                                           |  |  |  |
| Слева направо: распускающиеся цветки, плоды, ветви, ствол |  |  |  |

## Распространение и экология
Растение культивируется, в основном, в Восточной Австралии. Оно получило широкую известность благодаря своим съедобным плодам, имеющим приятный кислый яблочный аромат. Они употребляются в свежем виде или идут на изготовление джемов.